# Balog Béla
Balog Béla (Zenta, 1970. június 10. –) magyar kortárs képzőművész. Főként a szürrealizmushoz, a dekonstruktivizmushoz, a fluxushoz, a neodadaizmushoz és a neo-expresszionizmushoz kötődik.

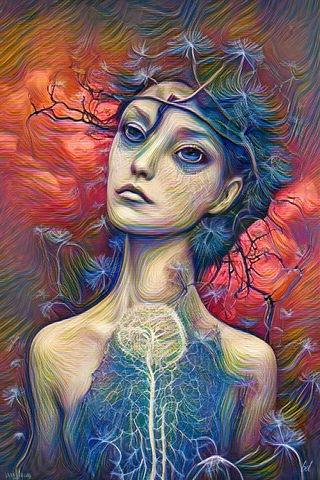
Tündérszép Ilona

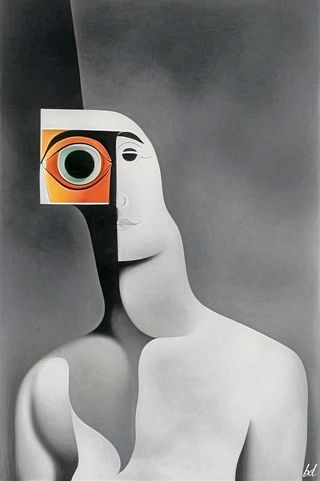
The Truth

## Élete
Balog Béla, aranylistás művész, 1970. június 10-én született Zentán, a Vajdaságban. Szülei; édesapja Balogh István vajdasági magyar író, költő, tanár, édesanyja Balog Ida. Több irányba is vitte kíváncsisága, vannak gazdasági és egyéb felsőfokú végzettségei. Művészi pályája Szabadkán kezdődött, ahol 13 évig tanult hegedűt, majd 4 évig játszott mélyhegedűn a Szabadkai Filharmóniában. 1990-ben tanulni érkezett Magyarországra. Budapesten él és dolgozik. Nős, egy gyermek édesapja.

## Művészete
Minden alkotása egy történet, egy cselekmény folyamata. Szűkebb vagy tágabb környezetét körülvevő történetek.
Balog Béla teljesen egyedi technikákat dolgozott ki, amelyek fotó- és rajzelemeket egyaránt használnak. Munkái egyedi, saját fejlesztésű digitalizálási folyamatban születnek. Ezt a technikát folyamatosan fejleszti és új technikákkal kísérletezik.
Balog Béla így vélekedik saját művészetéről:
"Minden alkotásom egy történet, egy cselekmény folyamata. Szűkebb vagy tágabb környezetemet körülvevő történetek. Néha ez egy egyszerű újságcikk vagy egy fotó, de van, amikor egy irodalmi alkotás, egy film. De az is előfordul, hogy a lakhelyem környezete, a folyópart, vagy a körülöttem élő emberek.
Az egyszerű vonalak, formák, árnyékolások és színek gyakran nehezebb módszert jelentenek a történet vizuális emelésére. Mégis ez az a mód, amely a legtermészetesebben és legpontosabban fejezi ki a hangulatot, a véleményt és a szabadságot. Ez utóbbi, vagyis a szabadság, a művészi megközelítés legalapvetőbb tézise. Enélkül nincs igazi művészet, csak korlátozott gondolkodás. A világ bemutatása, az igazság feltárása. Az emberek felnéznek és figyelnek a művészekre. Ez felelősséggel jár. Meg tudjuk mutatni a valóságot, a szabadságot és az igazságosságot. Ez később mindenkit inspirálhat a saját területén.
Különböző technikákat ötvözök, vagy egyszerűen a történet kívánta stílust alkalmazom. Egyfajta áramlás ez a szürrealizmustól, a dekonstruktivizmuson át a neo-expresszionizmusig. De van, hogy szükség van a dokumentarista jellegre, hogy még jobban vizuális élménnyé bontsam szét a mondanivalómat. Egy képnél véleményem szerint elengedhetetlenül fontos egyfajta felütés vagy téma, amely az első pillanatban magával ragadja a néző, szemlélődő pillantását.
Ugyanilyen fontosságú az alkotás tartalma, a történet, amely hosszasabb elmélkedést, elemzést igényel, de az eredmény nem marad el. A kép mesélni kezd és a néző elé tárja titkait." (ARTsCAP XIII.: Al, 2023)
Balog Béla alkotásait számos ország galériáiban és művészeti folyóirataiban mutatták be (USA, Egyesült Királyság, Svájc, Hongkong, Szingapúr, Olaszország, Belgium, Görögország, Németország, Ausztria, Spanyolország, Hollandia, Magyarország, Bulgária, Dél-Korea stb.).

## Művészeti albumok
- Világok Találkozója Balog Béla művész albuma – Kiadó: Art Vue Foundation – Bruxelles
- Balog Béla – Önálló kiállítás, katalógus
- Bruxelles Art Vue (Belgium) – Utcai élet, könyv (2022)
- Bruxelles Art Vue (Belgium) – Az emberi test művészet, könyv (2022)
- Bruxelles Art Vue (Belgium) – Határtalan természet, könyv (2022)
- Bruxelles Art Vue (Belgium) – Díj-esés, katalógus (2022)

## Animációs filmjei
- De Mundi Statu
- Folyam
- Energia
- Virtuális egyéni kiállítás Make Art Gallery – Róma (Olaszország)
- Art Street Vision
- Civilizáció

## Egyéni kiállításai
- Balog Béla az Artinside kiállításon – Művészeti kiállítás az érvelt valóságban – Hősök tere, Budapest, 2023. március 1-től május 31-ig
- Brouhaha Art (Hongkong) – Virtuális egyéni kiállítás – 2023. március
- Képek meséi – Művészeti kiállítás az érvelt valóságban – Piazzale Michelangelo, Firenze, Olaszország – 2022. május 15. és 31. között
- Virtuális egyéni kiállítás, Make Art Gallery (Olaszország)
- Art Show International Gallery, Los Angeles (USA)
- Online kiállítás a JaamZIN Creative-ról (Szingapúr)

## Csoportos kiállításai
- Berry Campbell Galéria, New York (USA) – 26. Annual Postcards From the Edge – 2024. január 19. és január 21. között
- David Art Gallery, Budapest (Magyarország) – Basquiat nyomában – 2024. január 12 és január 31. között
- A Cube Gallery, Szófia (Bulgária) – Abstract Art Contest 21x21 – 2023. december 21. és 2024 február 21. között
- BSLAW Brussels Home Gallery (Belgium) – PARIS touches me / Shadows and Lights – 2023. november 28. és december 21. között
- Czong Institute for Contemporary Art, Gimpo (Dél-Korea) – „FORM” nemzetközi kiállítás – 2023. november 1. és november 19. között
- Czong Institute for Contemporary Art, Gimpo (Dél-Korea) – „VOICES” nemzetközi kiállítás – 2023. október 11. és október 29. között
- BSLAW Brussels Home Gallery (Belgium) – Passengers / Travelling Without Moving – 2023. szeptember 22. és október 22. között
- Procida Film Festival 2023, XI Edition (Olaszország) – 2023. szeptember 18. és szeptember 23. között
- Czong Institute for Contemporary Art, Gimpo (Dél-Korea) – „COLOR” nemzetközi kiállítás – 2023. szeptember 13. és október 1. között
- David Art Gallery, Budapest (Magyarország) – Horror Vacui – 2023. szeptember 2. és 2023. szeptember 29. között
- Czong Institute for Contemporary Art, Gimpo (Dél-Korea) – „CIRCLE” nemzetközi kiállítás – 2023. augusztus 2. és augusztus 20. között
- Czong Institute for Contemporary Art, Gimpo (Dél-Korea) – „TEXT-URE” nemzetközi kiállítás – 2023. július 12. és július 30. között
- Czong Institute for Contemporary Art, Gimpo (Dél-Korea) – „BREATH” nemzetközi kiállítás – 2023. június 21. és július 9. között
- David Art Gallery, Budapest (Magyarország) – Utasok – 2023. május 27-től június 17-ig
- I. Budapesti Zsűrizett Művészeti Kiállítás – az Arany Kacsa Galéria (Magyarország) és a Teravarna Galéria (USA) szervezésében – 2023. május 20-tól június 20-ig
- David Art Gallery, Budapest (Magyarország) – Az első – 2023. április 10-től május 10-ig
- Coffee Project – Tebbs Gallery, London (Egyesült Királyság) – 2023. április
- Tebbs Art Prize, VO Curations, First Floor Gallery, Mayfair – 2023. április 16-22.
- A Cube Gallery, Szófia (Bulgária) – Absztrakt művészeti verseny 21x21 – 2023. február 28. és március 28. között
- David Art Gallery, Budapest (Magyarország) – Rezonancia – 2023
- David Art Gallery, Budapest Art For Peace (Magyarország) 2023. február 1. és február 20. között
- Haladás – Millepiani, Róma (Olaszország), a LoosenArt kurátora – 2023. január 4. és 12. között
- MIAMI Artweeks (USA) – 2022. december
- Windsor Art Fair – Egyesült Királyság – 2022. november 25-től november 27-ig
- Discovery Art Fair Frankfurt – 2022. november 3. és november 6. között
- David Art Gallery, Budapest (Magyarország), The Beginnings – 2022. november 1-től november 26-ig
- Casa del Arte, Palma de Mallorca (Spanyolország) – 2022. október 24-től november 5-ig
- Urbanside Gallery, Zürich, Svájc, Artboxy Selection – 2022. szeptember 1. és 30. között
- Thomson Gallery, Zug, Svájc, Artboxy Selection – 2022. szeptember 1. és 30. között
- Lelie Galerij, Amszterdam (Ned), Artboxy Selection – 2022. szeptember 1. és 30. között
- SWISS ART EXPO, Zürich (Svájc) – Artbox Project – 2022. augusztus 24. és 28. között
- KreativRaum Galerie, Bécs (Ausztria) – Táncoljunk – 2022. augusztus 1. és 12. között
- Art Number 23 Galéria – Athén (Görögország) – Athens Open Art – 2022. június 3. és június 9. között
- Kulturschoepfer, Green Hill Gallery (Berlin) – A normálisság fogalma, 2022. május 20. és augusztus 19. között
- Boomer Gallery, London (Egyesült Királyság) – ICON, második kiadás, 2022. március 11. és 17. között

## Főbb díjak, elismerések
- Art Vue Prize Fall, Brüsszel (Belgium) – Top 10 díjazott – 2023
- Belgrade International Film Festival, Belgrád (Szerbia) – hivatalos válogatás (Official Selection) – De Mundi Statu – 2023
- accordi @ DISACCORDI International Short Film Festival, Nápoly (Olaszország) – hivatalos válogatás (Official Selection) – De Mundi Statu – 2023
- Winter Leopard International Film Festival, Stockholm (Svédország) – hivatalos válogatás (Official Selection) – Street Art Vision – 2023
- Madrid International Short Film Festival, Madrid (Spanyolország) – hivatalos válogatás (Official Selection) – De Mundi Statu – 2023
- Portuguese Lemur International Film Festival, Lisszabon (Portugália) – hivatalos válogatás (Official Selection) – Streat Art Vision – 2023
- Art Vue Prize Summer – Brüsszel (Belgium) – Special Mention Award – 2023
- Serbest International Film Festival – Kishinev (Moldova) – negyeddöntős – Energy (kísérleti videó) – 2023
- Procida Film Festival – Procida (Nápoly) – hivatalos válogatás – De Mundi Statu (kísérleti videó) – 2023
- Art Vue Prize Spring – Brüsszel (Belgium) – Special Mention Award – 2023
- Onyko Awards Films – Official Selection Award – Energy (experimental video) – 2023
- Lift-Off Festival (Toronto) – Official Selection – De Mundi Statu (experimental video) – 2023
- Teravarna Gallery (USA), Golden Duck Gallery (Magyarország) – ARTBIAS 2023 – Első budapesti nemzetközi Art Show – A kiállítás legjobbja díja – 2023
- Tebbs Nemzetközi Művészeti Díj (Egyesült Királyság) – Előválogatott – 2023
- Donatello nemzetközi díj (Olaszország) – 2023
- Brouhaha Art Gallery, (Hongkong) – „Az év művésze” – 1. díj – 2023
- Gallery Ring (USA) – 2023. februári kristályművész
- Upward Gallery (Grúzia) – Második helyezett, A hónap művésze verseny – 2023
- Aranylista díja napjaink legjobb kortárs művészeinek, az Art Market Magazine (Izrael), a Redwood Media/Art Group (USA), a Discovery Art Fair (Németország) és a Firenzei Biennálé (Olaszország) zsűrizése – 2022
- Art Vue Prize őszi – Bruxelles (Belgium) – 2. díj – 2022
- Az Art Vue Alapítvány éves díja – Bruxelles (Belgium) – Különleges elismerés – 2022
- Upward Gallery (Grúzia) – Első helyezett, Rivers and Bridges művészeti verseny – 2022
- Upward Gallery (Grúzia) – Második helyezett, Autumn Vibes Art Competition – 2022
- Nyári Art Vue Prize – Bruxelles (Belgium) – Különdíj – 2022
- Art Show International Gallery (USA) – ABSTRACT- 5 – 2022 – International Juried Art Competition – Talent Prize Award
- Helvet Art – (Svájc) márciusi bemutató – Honorable Mention Award – 2022
- Make Art Gallery – Róma (Olaszország) – ArtNoise III – Attestato Di Merito Artistico – 2022
- Brouhaha Művészeti Galéria, (Hongkong) – "Blankwalls" – 2022 – Distinguished Award
- Gallery Ring (USA) – "Emberek" – 2022 – Award of Merit
- Art Vue Prize Spring – Brüsszel (Belgium) – TOP 30 díj – 2022
- Make Art Gallery – Róma (Olaszország) – Just Art 7 – Attestato Di Merito Artistico – 2022

## Alkotások gyűjteményekben
- European Art Museum (Lundby DK)
- Climate Art Collection e. V. (Berlin, Germany)
- MAF ART Brüsszel (Belgium)

## Tagság
- Fine Arts Capital Művészeti Egyesület (https://artfacts.net/artist/bela-balog/889326).
- Mondial Art Academia Franciaország (https://mondialartacademia.com/user/bela-balog)
- Visual Artist Association (Egyesült Királyság)
- Tebbs Gallery (Egyesült Királyság)
- Art Salon (Németország) (https://www.art.salon/artists/bela-balog)
- EXIT Művészeti Csoport – Magyarország

## Képviselők

### Művészeti menedzserek
- Teremi Orsolya
- Tímea Crowdy – Egyesült Királyságban (https://heartist.uk/#ARTISTS)

### Képviseleti galériák
- Dávid Galéria – Budapest (Magyarország) (https://www.davidgallery.hu%5B%5D)
- Laura I. Art Gallery – London (Egyesült Királyság) (https://lauraiartgallery.com/profile/belabalog/)
- Art Salon – Hamburg (Németország) (https://www.art.salon/artists/bela-balog)
- Macabre Gallery – London (Egyesült Királyság) (https://macabregallery.com/artists/bela-balog/)

## Publikációk
- Art Market Magazin – 2023. november, 87. szám – címlapon és az 50-59. oldalon (https://www.magzter.com/US/Art-Market/Art-Market/Art/1512575)
- Art.Salon, Hamburg (Németország) – katalógus – 198-201. oldalon – 2023
- MAKE ART VOUME 1 (ITA) – 2023
- ELŐREHALAD. A KORTÁRS ÉS JÖVŐ TÁRSADALOMÁRÓL – Katalóguskiállítás, Róma 2023
- Art Vue Prize Summer – Brüsszel (Belgium) – 2023
- Art Vue Prize Spring – Brüsszel (Belgium) – 2023
- ARTsCAP Magazin XIII. kiadás, Budapest – 2023
- ARTsCAP Magazin XII. kiadás, Budapest – 2023
- Art Market Magazin – ARANYLISTA Különkiadás #7 – 80. oldal – 2022
- Goddess Arts Magazine (Németország) – 7. szám – 7. oldal és hátlap
- ARTsCAP Magazin XI. kiadás, Budapest – 2022
- UPWARD negyedéves nyara/ősz 2022
- Tebbs Gallery, London (Egyesült Királyság) – Művészet és hangprojekt – Könyv
- Art Vue Prize őszi – Bruxelles (Belgium) – Katalógus
- Art Vue – KORLÁTLAN TERMÉSZET – Bruxelles (Belgium) 2022
- Goddess Arts Magazine (Németország) – 6. szám – 24-25 oldal
- Tebbs Gallery, London (Egyesült Királyság) – A hét kiemelt művésze: Balog Béla!
- Art Vue – A HUMAN BODY IS ART BOOK – Brüsszel (Belgium) 2022
- Art Market Magazin – 2022. június, 71. szám – 138-149 oldal
- Art Vue Prize Summer – Brüsszel (Belgium) – Katalógus
- Kulturschoepfer, Green Hill Gallery (Berlin) – A normálisság fogalma katalógus – 2022
- The Artinside Gazette, Firenze (Olaszország) – Interjú – 2022
- Athens Open Art Catalog – 2022
- Brouhaha Art Gallery Magazine (Hongkong) – Interjú
- Cultural Arts Collective (USA) – Mutagének – Antológia – 2022
- Firenzei Kortárs Galéria – Emlékezés – 6. szám / 2022. május
- Art Vue – STREET LIFE BOOK – Bruxelles (Belgium) 2022
- Jaamzin Kreatív Magazin, Különkiadás – Digitális Művész, Balog Béla – 2022
- Art Vue Prize Spring – Bruxelles (Belgium) – Katalógus
- Jaamzin Kreatív Magazin – Interjú
- Jaamzin Kreatív Magazin – Kiemelt művészek
- Spotlight Magazin – digitális képzőművészeti koncepciók